# Anfernee Jennings
Anfernee Jennings (1º maggio 1997) è un giocatore di football americano statunitense che milita nel ruolo di linebacker per i New England Patriots della National Football League (NFL).

## Carriera

### New England Patriots
Jennings al college giocò a football ad Alabama vincendo due campionati NCAA. Fu scelto nel corso del terzo giro (87º assoluto) del Draft NFL 2020 dai New England Patriots. Debuttò come professionista nella settimana 1 contro i Miami Dolphins giocando 9 snap nella vittoria per 21-11. La sua stagione da rookie si chiuse con 20 tackle in 14 presenze, di cui 4 come titolare.